# Moskvatid
| Tidszoner i Europa |                      |                                                                                                |                   |
|                    | GMT WET              | Greenwichtid Västeuropeisk tid                                                                 | UTC±0 UTC±0       |
|                    | GMT WET WEST BST IST | Greenwichtid Västeuropeisk tid Västeuropeisk sommartid Brittisk sommartid Irländsk standardtid | UTC±0 UTC±0 UTC+1 |
|                    | CET CEST             | Centraleuropeisk tid Centraleuropeisk sommartid                                                | UTC+1 UTC+2       |
|                    | EET KALT             | Östeuropeisk tid Kaliningradtid                                                                | UTC+2             |
|                    | EET EEST             | Östeuropeisk tid Östeuropeisk sommartid                                                        | UTC+2 UTC+3       |
|                    | MSK TRT              | Moskvatid Turkisk tid                                                                          | UTC+3             |
|                    | AMT AZT GET          | Armenisk normaltid Azerbajdzjansk normaltid Georgisk tid                                       | UTC+4             |

|  | KALT | Kaliningradtid   | UTC+2  | (MSK−1) |
|  | MSK  | Moskvatid        | UTC+3  | (MSK±0) |
|  | SAMT | Samaratid        | UTC+4  | (MSK+1) |
|  | YEKT | Jekaterinburgtid | UTC+5  | (MSK+2) |
|  | OMST | Omsktid          | UTC+6  | (MSK+3) |
|  | KRAT | Krasnojarsktid   | UTC+7  | (MSK+4) |
|  | IRKT | Irkutsktid       | UTC+8  | (MSK+5) |
|  | YAKT | Jakutsktid       | UTC+9  | (MSK+6) |
|  | VLAT | Vladivostoktid   | UTC+10 | (MSK+7) |
|  | MAGT | Magadantid       | UTC+11 | (MSK+8) |
|  | PETT | Kamtjatkatid     | UTC+12 | (MSK+9) |

Moskvatid kallas den zontid som används i västra Ryssland (UTC+3). För järnvägarnas långfärdslinjer gäller lokal tid  i hela landet från och med 1 augusti 2018.
Det finns elva tidszoner i Ryssland, näst flest i världen för ett land. Frankrike och dess avhängiga territorier har tolv tidszoner. Moskvatid används som utgångspunkt inom landet. Exempelvis sägs Irkutsk ha Moskvatid + 5 timmar.
2011 övergavs sommartiden i Ryssland, och man försköt normaltiden en timme i en stor del av Ryssland, i princip permanent sommartid, så att Moskvatid var UTC+4 året runt. Från oktober 2014 övergavs permanent sommartid och ersattes av permanent normaltid, och därmed flyttades alla andra ryska tidszoner en timme bakåt. Moskvatid är därmed UTC+3 året runt. Några områden bytte dock samtidigt tidszon. Till exempel bytte Kamtjatka från Moskvatid +8 till Moskvatid +9, och återinförde zonen Kamtjatkatid, fast man fortfarande hade UTC+12.